# Луценко, Кирилл Алексеевич
Кири́лл Алексе́евич Луценко (11 [23] мая 1817, Бугриновка, Новгород-Северский район — 5 [17] октября 1883, Нижний Тагил, Пермская губерния) — российский архитектор, выходец из крепостных, внёсший существенный вклад в строительство Нижнего Тагила.

## Биография
Родился в 1817 году в Бугриновке в семье крепостных графа Разумовского. Позднее семья Луценко была продана Демидовым. В 1828—1835 годах учился в горнозаводской школе Выйского завода в Нижнем Тагиле. 10 августа 1835 года начал работать в литографии главной конторе Нижнетагильских заводов, параллельно обучаясь архитектуре у А. П. Чеботарёва.
В 1837 году Луценко был направлен на учёбу в Петербург в Императорской Академии художеств. Поскольку крепостным было запрещено обучаться в Академии, Луценко обучался индивидуально у А. И. Мельникова. 15 июня 1839 года Мельников обратился письмом к А. Н. Демидову с просьбой о выдаче Луценко вольной, указывая на его успехи в учёбе и прилежное поведение. Демидов отказал ректору в его просьбе, сославшись на то, что у Демидовых принято освобождать лишь тех крепостных, которые «заслужили это долговременной службой и ревностным усердием».
В 1840 году Кирилл Алексеевич вернулся в Нижний Тагил без аттестата и поступил на службу помощником заводского архитектора А. З. Комарова, впоследствии начав выполнять проекты зданий и сооружений самостоятельно. В основном он занимался проектированием промышленных зданий и корпусов, поскольку в тот период шла интенсивная реконструкция Нижнетагильских заводов с перестройкой деревянных заводских корпусов в каменные. Луценко спроектировал механический, столярный и кузнечный цехи Нижнетагильского завода, прокатный цех Авроринского завода, цех паровых молотов и различные здания на рудниках, цехи Выйского завода, в начале 1850-х годов — первые на Урале рельсовые цехи Нижнесалдинского завода. Также Кирилл Алексеевич участвовал в составлении генеральных планов застройки Нижнего Тагила, Верхней и Нижней Салды, Висимо-Уткинска, Висимо-Шайтанска и Черноисточинска.
В 1840—1865 годах Луценко преподавал черчение в Тагильской заводской школе.
В конце 1840-х годов Луценко оказался в тяжёлом материальном положении. Заработная плата крепостного помощника архитектора была впятеро меньше зарплаты свободного архитектора. Ситуация усугубилась в 1848 году, когда контора Нижнетагильских заводов отказала ему в выдаче денег на аренду жилья. После смерти А. 3. Комарова в декабре 1857 года Луценко обратился к заводчикам с просьбой о предоставлении вольной и назначении на должность заводского архитектора. При этом за его кандидатуру высказались управляющие заводской конторы. Но Демидовы вновь отказали ему в освобождении, оставив на прежней должности помощника архитектора. Должность заводского архитектора получил Т. Ф. Гирст, бывавший на заводах дважды в год, строительство же по-прежнему вёл Луценко.
5 марта 1862 года решением Совета Академии художеств Кириллу Алексеевичу было присвоено звание свободного художника архитектуры. Он проработал в должности помощника архитектора Нижнетагильских заводов до 1865 года.
Умер 3 октября 1883 года в Нижнетагильском заводе от паралича.

## Работы
Проекты заводских и гражданских зданий Луценко отличаются чётким геометрическим построением, обеспечивавшим удобство расположения заводских агрегатов и простоту строительства. В арочных дверных и оконных проёмах, применявшихся Луценко, легко выполнялись перемычки. Крыши заводских зданий конструктивно выполнялись с использованием лёгких металлических стропил арочной формы, фасады имели простые архитектурные решения. Луценко проектировал здания, исходя из реалистических основ и собственного инженерного опыта. В начале 1860-х годов в творчестве Луценко в начале наблюдается постепенная утеря традиций классицизма и уклон в сторону украшательства и эклектики.
Кирилл Алексеевич Луценко является ярким представителем архитектуры классицизма на Урале в начале XIX века. Он внёс значительный вклад в строительство Нижнего Тагила и других городов-заводов Урала.

### Галерея
- Основные работы А. П. Чеботарёва
- Жилой дом в Нижнем Тагиле
- Штанговый корпус Нижнетагильского завода
- Механический цех Нижнетагильского завода
- Кузнечный цех Нижнетагильского завода